# Coulon-Sansais
Ancienne commune des Deux-Sèvres, la commune de Coulon-Sansais a existé de 1973 à 1981. Elle a été créée en 1973 par la fusion des communes de Coulon et de Sansais. En 1981 elle a été supprimée et les deux communes constituantes ont été rétablies.